# Discografia dei Verdena
Questa pagina contiene la discografia dei Verdena a partire dal 1996.

## Album in studio
| Data              | Titolo                  | Etichetta             | Posizione Classifica |
| ----------------- | ----------------------- | --------------------- | -------------------- |
| 24 settembre 1999 | Verdena                 | Black Out - Universal | -                    |
| 20 settembre 2001 | Solo un grande sasso    | Black Out - Universal | #6                   |
| 5 febbraio 2004   | Il suicidio dei samurai | Black Out - Universal | #7                   |
| 16 marzo 2007     | Requiem                 | Black Out - Universal | #8                   |
| 18 gennaio 2011   | Wow                     | Black Out - Universal | #2                   |
| 27 gennaio 2015   | Endkadenz Vol. 1        | Black Out - Universal | #3                   |
| 28 agosto 2015    | Endkadenz Vol. 2        | Black Out - Universal | #1                   |
| 23 settembre 2022 | Volevo magia            | Capitol               | -                    |

## Raccolte
| Data           | Titolo                        | Etichetta | Posizione Classifica | Info                                                                                                |
| -------------- | ----------------------------- | --------- | -------------------- | --------------------------------------------------------------------------------------------------- |
| 18 aprile 2011 | Verdena - 7EP Limited Edition | Universal | -                    | Raccolta dei 7 EP dei Verdena (ormai quasi tutti delle rarità). Box con stesse copertine e crediti. |

## EP
| Data             | Titolo                   | Etichetta            | Posizione Classifica |
| ---------------- | ------------------------ | -------------------- | -------------------- |
| 21 giugno 1999   | Valvonauta               | Black Out, Universal | #22                  |
| 20 gennaio 2000  | Viba                     | Black Out, Universal | #17                  |
| 15 giugno 2001   | Spaceman                 | Black Out, Universal | #14                  |
| 1º marzo 2002    | Miami Safari             | Black Out, Universal | #13                  |
| 22 gennaio 2004  | Luna                     | Black Out, Universal | #2                   |
| 7 ottobre 2004   | Elefante                 | Black Out, Universal | #9                   |
| 29 giugno 2007   | Caños                    | Black Out, Universal | #3                   |
| 2 settembre 2016 | Split (con Iosonouncane) | Black Out, Universal |                      |

## Compilation
| Data           | Titolo                    | Etichetta                     | Info |
| -------------- | ------------------------- | ----------------------------- | --- |
| marzo 2002     | Afterhours versus Verdena | Mondadori, Universal, Jestrai | In allegato alla rivista Tutto Musica, contiene, insieme a canzoni degli Afterhours, 3 loro brani di cui due live registrati al New Age di Roncade (TV) il 9 novembre 2001 |
| 31 maggio 2011 | Radar (Ejabbabbaje)       | Black Out, Universal          | In allegato alla rivista XL del mese di giugno del 2011 |

## Colonne sonore
| Data            | Titolo         | Etichetta                  | Posizione Classifica |
| --------------- | -------------- | -------------------------- | -------------------- |
| 28 gennaio 2022 | America Latina | Jestrai Records, Universal | #17                  |

## Demo
| Data | Titolo      | Etichetta    |
| ---- | ----------- | ------------ |
| 1996 | Froll sound | Autoprodotta |
| 1997 | Verdena     | Autoprodotta |

## Videoclip e singoli
| Anno | Video Clip                           | Regia di                                                |
| ---- | ------------------------------------ | ------------------------------------------------------- |
| 1999 | Valvonauta                           | Francesco Fei                                           |
| 2000 | Viba                                 | Francesco Fei                                           |
| 2001 | Spaceman                             | Dig It                                                  |
| 2001 | Nel mio letto                        | Francesco Fei                                           |
| 2002 | Miami Safari                         | Valentina Bersiga                                       |
| 2004 | Luna                                 | Cosimo Alemà                                            |
| 2004 | Elefante                             |                                                         |
| 2004 | Perfect Day                          | Deya Alverman, Alessandro Martello & Gianandrea Tintori |
| 2005 | Phantastica                          | Alex Infascelli                                         |
| 2007 | Muori delay                          | Marco Gentile                                           |
| 2007 | Caños                                | Marco Gentile                                           |
| 2007 | Angie                                | Francesco Fei                                           |
| 2008 | Isacco nucleare                      | Fabio D'Orta                                            |
| 2010 | Razzi, arpia, inferno e fiamme       | Ivana Smudja                                            |
| 2011 | Scegli me (Un mondo che tu non vuoi) | Roberto "Saku" Cinardi                                  |
| 2011 | Miglioramento                        | Fabio Capalbo                                           |
| 2015 | Un po' esageri                       | Alex Infascelli                                         |
| 2015 | Contro la ragione                    | Pepsy Romanoff                                          |
| 2015 | Nevischio                            | Marianna Schivardi (montaggio)                          |
| 2015 | Colle immane                         | Sansone Pomponny                                        |
| 2015 | Identikit                            | Alberto Ferrari                                         |
| 2022 | Chaise Longue                        |                                                         |
| 2023 | Crystal Ball                         | Roberto "Saku" Cinardi                                  |